# Кендаллвілл (Індіана)
Кендаллвілл (англ. Kendallville) — місто (англ. city) в США, в окрузі Нобл штату Індіана. Населення — 10 271 особа (2020).

## Географія
Кендаллвілл розташований за координатами 41°26′40″ пн. ш. 85°15′29″ зх. д. / 41.44444° пн. ш. 85.25806° зх. д. (41.444491, -85.257919).  За даними Бюро перепису населення США в 2010 році місто мало площу 16,24 км², з яких 15,66 км² — суходіл та 0,58 км² — водойми.

## Демографія
Згідно з переписом 2010 року, у місті мешкали 9862 особи в 3940 домогосподарствах у складі 2483 родин. Густота населення становила 607 осіб/км².  Було 4382 помешкання (270/км²).
Расовий склад населення:
| - 94,1 % — білих - 0,5 % — чорних або афроамериканців - 0,5 % — азіатів - 0,2 % — корінних американців - 2,9 % — осіб інших рас |

До двох чи більше рас належало 1,8 %. Частка іспаномовних становила 5,1 % від усіх жителів.
За віковим діапазоном населення розподілялося таким чином: 27,4 % — особи молодші 18 років, 59,7 % — особи у віці 18—64 років, 12,9 % — особи у віці 65 років та старші. Медіана віку мешканця становила 34,6 року. На 100 осіб жіночої статі у місті припадало 93,0 чоловіків;  на 100 жінок у віці від 18 років та старших — 87,8 чоловіків також старших 18 років.
Середній дохід на одне домашнє господарство  становив 46 676 доларів США (медіана — 39 799), а середній дохід на одну сім'ю — 52 737 доларів (медіана — 45 025). Медіана доходів становила 40 337 доларів для чоловіків та 30 089 доларів для жінок. За межею бідності перебувало 21,3 % осіб, у тому числі 31,7 % дітей у віці до 18 років та 8,0 % осіб у віці 65 років та старших.
Цивільне працевлаштоване населення становило 4070 осіб. Основні галузі зайнятості: виробництво — 39,2 %, освіта, охорона здоров'я та соціальна допомога — 16,8 %, мистецтво, розваги та відпочинок — 9,6 %, науковці, спеціалісти, менеджери — 6,8 %.